# 笹生衛
笹生 衛（さそう まもる、1961年3月18日 - ）は、日本の神道学者。國學院大學教授、國學院大學博物館長。

## 略歴
千葉県生まれ。1985年國學院大學大学院文学研究科博士課程前期修了。千葉県教育庁、國學院大學神道文化学部准教授、教授。2006年学位論文「東国古代・中世の村落と信仰」で博士（宗教学）の学位を取得。

## 著書
- 『神仏と村景観の考古学 地域環境の変化と信仰の視点から』弘文堂 2005
- 『日本古代の祭祀考古学』吉川弘文館 2012　ISBN　9784642024938　オンデマンド版　2022　ISBN　9784642724937
- 『神と死者の考古学　古代のまつりと信仰』吉川弘文館・歴史文化ライブラリー、2015年　ISBN　9784642058179
- 『まつりと神々の古代』吉川弘文館　2023　ISBN　9784642084239

### 共編
- 『神社の歴史と祭り 事典』岡田莊司共編 吉川弘文館 2013　ISBN　9784642080859

### 共著
- 『プレステップ神道学』弘文堂、2011年5月。ISBN 9784335000799。

## 論文
- 笹生衛